# Mike Gallagher
Michael John Gallagher (Green Bay, 3 de março de 1984) é um político americano que atua como representante dos EUA do oitavo distrito congressional de Wisconsin desde 2017. Seu distrito cobre a parte nordeste do estado. Gallagher sucedeu ao deputado Reid Ribble após as eleições de 2016. Ele é membro do Partido Republicano.